# Claude Bachand (bloquiste)
Pour les articles homonymes, voir Claude Bachand et Bachand.
Claude Bachand (né le 3 janvier 1951) est un homme politique canadien qui fut député à la Chambre des communes du Canada, représentant la circonscription québécoise de Saint-Jean à partir de l'élection fédérale canadienne de 1993 sous la bannière du Bloc québécois.
Réélu en 1997, 2000, 2004, 2006 et en 2008, il fut défait par le néo-démocrate Tarik Brahmi en 2011.

## Biographie
Avant d'entrer en politique, Bachand était pédagogue. Il a été critique du Bloc en matière de Défense nationale ; il s'est prononcé plusieurs fois en faveur de la mission canadienne en Afghanistan même si, à l'instar de son parti, il s'est prononcé en juillet 2009 contre la prolongation de la mission au-delà de 2011.
Candidat défait à la mairie de Saint-Jean-sur-Richelieu lors des élections municipales de 2013 où il termine en deuxième position, il est à nouveau défait lors des élections municipales de 2017 terminant cette fois-ci troisième.